# Aesch (Zurich)
Pour les articles homonymes, voir Aesch.
Aesch (ancien nom jusqu'à 2001 : Aesch bei Birmensdorf) est une commune suisse du canton de Zurich.

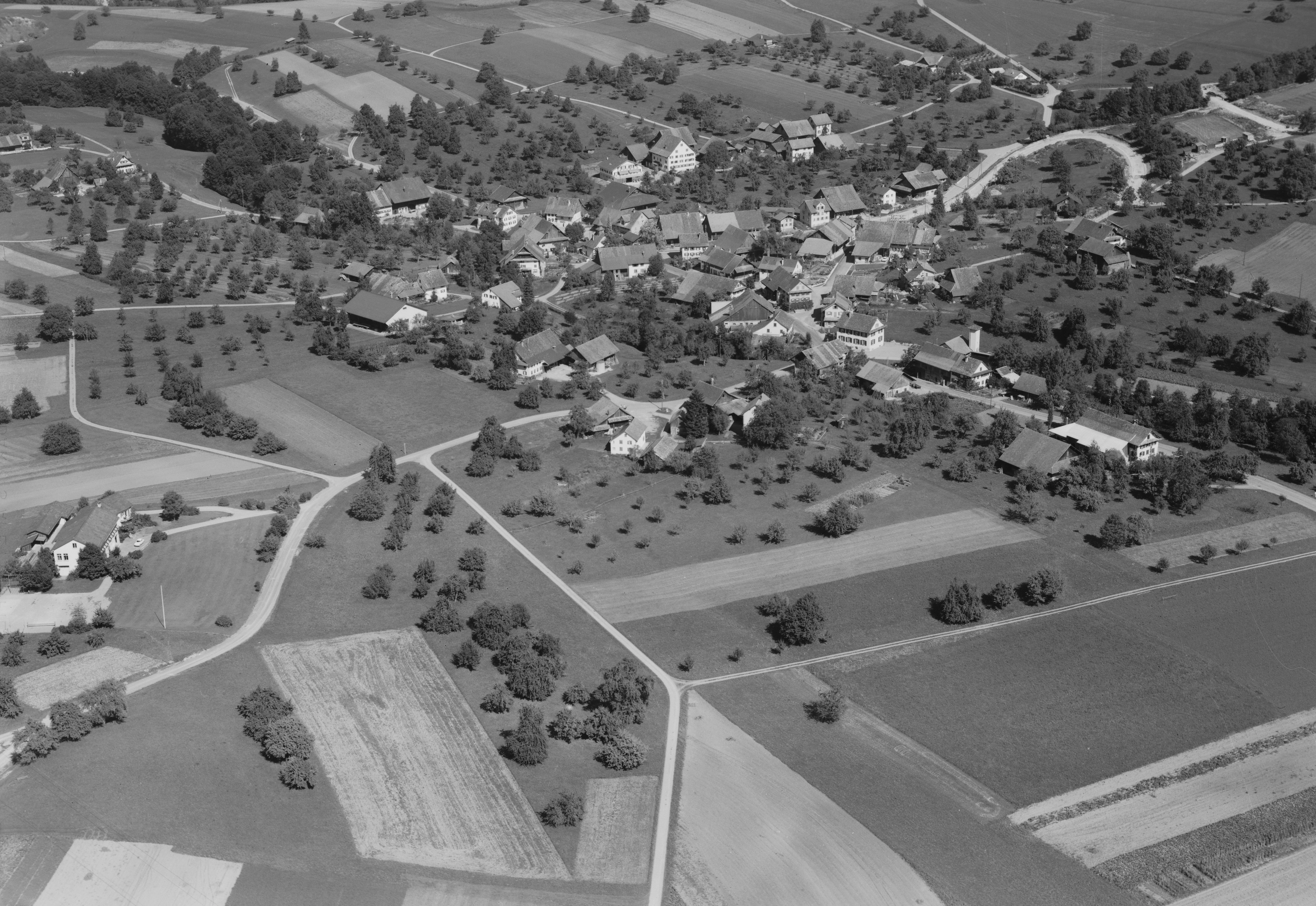
Photo aérienne (1964).